# Только ты (фильм, 2012)
«Только ты» (норв. En som deg; фин. Kaksi tarinaa rakkaudesta — дословно «Две истории о любви») — романтическая драма 2012 года совместного норвежско-финского производства, режиссёрский дебют Эйрика Свенссона.
В Финляндии фильм вышел в прокат 19 октября 2012 года, в Норвегии — 1 февраля 2013 года.

## Сюжет
Романтическая история, действие которой развивается в Осло, Хельсинки, Стамбуле и Берлине. Главная героиня, молодая финка Кайса, знакомится в Стамбуле с открытым и доброжелательным норвежцем Якобом и влюбляется в него, но Яков с приятелями неожиданно исчезает. Позже Кайса переезжает в Осло и там встречает Андреаса, внешне похожего на Якоба, но с совершенно другим характером. Андреас замкнут и осторожен…

## В ролях
| Актёр                 | Роль         |
| --------------------- | ------------ |
| Памела Тола           | Кайса        |
| Эспен Клуман-Хёйнер   | Якоб/Андреас |
| Маттис Херман Нюквист | Август       |
| Лаура Бирн            | Анна         |
| Пихла Вийтала         | Хелми        |

## Номинации и награды
Премия «Юсси» (Финляндия), 2013
- Номинация в категории «Лучший звукодизайн»
- Номинация в категории «Лучшая женская роль»

Международный кинофестиваль Kosmorama (Тронхейм, Норвегия), 2013
- Номинация в категории «Лучший монтаж» (Карстен Мейниш)[4]
- Премия Kanon Award[англ.] в категории «Лучшая мужская роль» (Эспен Клуман-Хёйнер[англ.])[4][5]

Фильм также показывался на Гётеборгском кинофестивале (Швеция), Лондонском кинофестивале (Великобритания), фестивале Cinequest (Калифорния, США).